# Eishockeyclub Black Wings Linz
L'Eishockeyclub Black Wings Linz è una squadra di hockey su ghiaccio con sede nella città austriaca di Linz. Fondata nel 1992 dalla stagione 2000-2001 milita nel campionato austriaco della EBEL. Il club gioca presso la Linzer Eissporthalle.
Dalla stagione 2019-20 schiera una seconda squadra, denominata Steel Wings Linz in Alps Hockey League.

## Storia
L'EHC Black Wings Linz fu fondato nel 1992. Dopo alcune stagioni nelle serie minori nel 2000 i Black Wings esordirono nel massimo campionato nazionale, la EBEL. Dopo una finale raggiunta nel 2002 la squadra vinse il suo primo titolo al termine del campionato 2002-2003.
Dopo l'arrivo nel 2005 dello sponsor LIWEST la squadra continuò a migliorare, arrivando in finale ancora una volta nel 2010. Nel 2012 i Black Wings sconfiggendo l'EC KAC conquistarono per la seconda volta il titolo nazionale.

## Palmarès

### Titoli nazionali
- Campione d'Austria: 1

2002-2003
- Österreichische Eishockey-Liga: 1

2011-2012